# 2002–2003-as UEFA-bajnokok ligája (selejtezők)
A 2002–2003-as UEFA-bajnokok ligája selejtezőit három fordulóban bonyolították le 2002. július 17. és augusztus 28. között. A selejtezőben 56 csapat vett részt.

## 1. selejtezőkör
Az 1. selejtezőkör párosításainak győztesei a 2. selejtezőkörbe jutottak, a vesztesek kiestek.

### Párosítások
| 1. csapat        | Össz.Tooltip Aggregate score | 2. csapat         | 1. mérk. | 2. mérk. |
| ---------------- | ---------------------------- | ----------------- | -------- | -------- |
| F91 Dudelange    | 1–4                          | Vardar            | 1–1      | 0–3      |
| Hibernians       | 3–2                          | Shelbourne        | 2–2      | 1–0      |
| Portadown FC     | 2–3                          | Belsina Babrujszk | 0–0      | 2–3      |
| Željezničar      | 4–0                          | ÍA                | 3–0      | 1–0      |
| Skonto           | 6–0                          | Barry Town FC     | 5–0      | 1–0      |
| Flora            | 0–1                          | APÓEL             | 0–0      | 0–1      |
| Sheriff Tiraspol | 4–4 (i.g.)                   | Zsenisz Asztana   | 2–1      | 2–3      |
| Tampere United   | 0–6                          | Pjunik            | 0–4      | 0–2      |
| FBK Kaunas       | 2–3                          | Dinamo Tirana     | 2–3      | 0–0      |
| Torpedo Kutaiszi | 6–2                          | B36               | 5–2      | 1–0      |

### 1. mérkőzések
Az időpontok közép-európai idő/közép-európai nyári idő szerint értendők.
| 2002. július 17. 17:00 |

| Torpedo Kutaiszi                                           | 5–2               | B36                        |
| ---------------------------------------------------------- | ----------------- | -------------------------- |
| Asatiani 15' 46' Ionanidze 33' Kvetenadze 67' Poroshyn 71' | (2–0) Jegyzőkönyv | Lakjuni 53' Mortansson 74' |

| Givi Kiladze Stadium, Kutaisi Nézőszám: 2125 Játékvezető: Ceri Richards (walesi) |

| 2002. július 17. 17:45 |

| FBK Kaunas                 | 2–3               | Dinamo Tirana                   |
| -------------------------- | ----------------- | ------------------------------- |
| Velička 38' 42' (11-esből) | (2–0) Jegyzőkönyv | Ahmataj 55' Pisha 56' Qorri 76' |

| Darius and Girėnas Stadium, Kaunas Nézőszám: 3000 Játékvezető: Aleh Chykun (fehérorosz) |

| 2002. július 17. 18:00 |

| Skonto                                                                        | 5–0               | Barry Town FC |
| ----------------------------------------------------------------------------- | ----------------- | ------------- |
| Koļesņičenko 13' Zemļinskis 61' Korgalidze 66' Kšanavičius 87' Jelisejevs 90' | (1–0) Jegyzőkönyv |               |

| Skonto stadion, Riga Nézőszám: 1957 Játékvezető: Lubomír Puček (cseh) |

| 2002. július 17. 18:00 |

| Tampere United | 0–4               | Pjunik                                                    |
| -------------- | ----------------- | --------------------------------------------------------- |
|                | (0–1) Jegyzőkönyv | Arm. Karamyan 32' 67' Art. Karamyan 47' Ar. Mkrtchyan 72' |

| Ratina Stadion, Tampere Nézőszám: 3007 Játékvezető: Marian Mircea Salomir (román) |

| 2002. július 17. 19:30 |

| Hibernians              | 2–2               | Shelbourne          |
| ----------------------- | ----------------- | ------------------- |
| Chukunyere 8' Pulis 37' | (2–1) Jegyzőkönyv | Byrne 7' Gannon 66' |

| Nemzeti Stadion, Ta’ Qali Nézőszám: 1000 Játékvezető: Eric Blareau (belga) |

| 2002. július 17. 19:30 |

| Sheriff Tiraspol                           | 2–1               | Zsenisz Asztana |
| ------------------------------------------ | ----------------- | --------------- |
| Priganiuc 57' Tarkhnishvili 85' (11-esből) | (0–1) Jegyzőkönyv | Lovchev 8'      |

| Sheriff Stadium, Tiraspol Nézőszám: 14 000 Játékvezető: Bülent Uzun (török) |

| 2002. július 17. 20:00 |

| F91 Dudelange | 1–1               | Vardar          |
| ------------- | ----------------- | --------------- |
| Rémy 54'      | (0–0) Jegyzőkönyv | Georgievski 68' |

| Stade Josy Barthel, Route d'Arlon Nézőszám: 1002 Játékvezető: Kostadin Kostadinov (bolgár) |

| 2002. július 17. 20:15 |

| Željezničar            | 3–0               | ÍA |
| ---------------------- | ----------------- | -- |
| Guvo 4' 56' Gredić 38' | (2–0) Jegyzőkönyv |    |

| Asim Ferhatović Hase Stadium, Szarajevó Nézőszám: 6800 Játékvezető: Dietmar Drabek (osztrák) |

| 2002. július 17. 20:30 |

| Portadown FC | 0–0         | Belsina Babrujszk |
| ------------ | ----------- | ----------------- |
|              | Jegyzőkönyv |                   |

| Shamrock Park, Portadown Nézőszám: 750 Játékvezető: Draženko Kovačić (horvát) |

| 2002. július 17. 20:30 |

| Flora | 0–0         | APÓEL |
| ----- | ----------- | ----- |
|       | Jegyzőkönyv |       |

| Lilleküla Stadium, Tallinn Nézőszám: 800 Játékvezető: Tommy Skjerven (norvég) |

### 2. mérkőzések
| 2002. július 24. 15:00 |

| Zsenisz Asztana                       | 3–2               | Sheriff Tiraspol       |
| ------------------------------------- | ----------------- | ---------------------- |
| Tlekhugov 32' Lovchev 41' Klishin 52' | (2–0) Jegyzőkönyv | Boret 58' Nesteruk 59' |

| Kazhimukan Munaitpasov Stadium, Asztana Nézőszám: 7576 Játékvezető: Hermann Albrecht (német) |

| 2002. július 24. 16:00 |

| Pjunik                     | 2–0               | Tampere United |
| -------------------------- | ----------------- | -------------- |
| Diawara 53' Cisterna 90+1' | (0–0) Jegyzőkönyv |                |

| Hanrapetakan Stadium, Jereván Nézőszám: 16 000 Játékvezető: Yuri Klyuchnikov (orosz) |

| 2002. július 24. 17:00 |

| Belsina Babrujszk             | 3–2               | Portadown FC                |
| ----------------------------- | ----------------- | --------------------------- |
| Strypeykis 6' Karolik 22' 59' | (2–1) Jegyzőkönyv | Hamilton 39' Fitzgerald 74' |

| City Stadium, Borisov Nézőszám: 437 Játékvezető: Jouni Hyytiä (finn) |

| 2002. július 24. 19:00 |

| B36 | 0–1               | Torpedo Kutaiszi |
| --- | ----------------- | ---------------- |
|     | (0–0) Jegyzőkönyv | Janashia 79'     |

| Tórsvøllur, Tórshavn Nézőszám: 675 Játékvezető: Paul McKeon (ír) |

| 2002. július 24. 20:00 |

| Vardar                       | 3–0               | F91 Dudelange |
| ---------------------------- | ----------------- | ------------- |
| Spasovski 71' 75' Petkov 86' | (0–0) Jegyzőkönyv |               |

| Philip II Arena, Szkopje Nézőszám: 3000 Játékvezető: Juhos Attila (magyar) |

| 2002. július 24. 20:00 |

| APÓEL        | 1–0               | Flora |
| ------------ | ----------------- | ----- |
| Georgiou 51' | (0–0) Jegyzőkönyv |       |

| GSP Stadium, Nicosia Nézőszám: 5447 Játékvezető: Miroslav Radoman (szerb) |

| 2002. július 24. 20:00 |

| Dinamo Tirana | 0–0         | FBK Kaunas |
| ------------- | ----------- | ---------- |
|               | Jegyzőkönyv |            |

| Qemal Stafa Stadium, Tirana Nézőszám: 3000 Játékvezető: Roland Beck (liechtensteini) |

| 2002. július 24. 20:30 |

| Barry Town FC | 0–1               | Skonto           |
| ------------- | ----------------- | ---------------- |
|               | (0–0) Jegyzőkönyv | Koļesņičenko 52' |

| Jenner Park Stadium, Barry Nézőszám: 1157 Játékvezető: Gylfi Thor Orrason (izlandi) |

| 2002. július 24. 21:05 |

| Shelbourne | 0–1               | Hibernians     |
| ---------- | ----------------- | -------------- |
|            | (0–0) Jegyzőkönyv | Chukunyere 90' |

| Tolka Park, Dublin Nézőszám: 4000 Játékvezető: Vitaliy Godulyan (ukrán) |

| 2002. július 24. 21:15 |

| ÍA | 0–1               | Željezničar |
| -- | ----------------- | ----------- |
|    | (0–1) Jegyzőkönyv | Gredić 38'  |

| Akranesvöllur, Akranes Nézőszám: 370 Játékvezető: Romāns Lajuks (lett) |

## 2. selejtezőkör
A 2. selejtezőkör párosításainak győztesei a 3. selejtezőkörbe jutottak, a vesztesek kiestek.

### Párosítások
| 1. csapat        | Össz.Tooltip Aggregate score | 2. csapat         | 1. mérk. | 2. mérk. |
| ---------------- | ---------------------------- | ----------------- | -------- | -------- |
| Sheriff Tiraspol | 1–6                          | Grazer AK         | 1–4      | 0–2      |
| Makkabi Haifa    | 5–0                          | Belsina Babrujszk | 4–0      | 1–0      |
| Dinamo Kijiv     | 6–2                          | Pjunik            | 4–0      | 2–2      |
| Zalaegerszegi TE | 2–2 (i.g.)                   | NK Zagreb         | 1–0      | 1–2      |
| Boavista         | 7–3                          | Hibernians        | 4–0      | 3–3      |
| Sparta Praha     | 5–1                          | Torpedo Kutaiszi  | 3–0      | 2–1      |
| Skonto           | 0–2                          | Levszki Szofija   | 0–0      | 0–2      |
| Vardar           | 2–4                          | Legia Warszawa    | 1–3      | 1–1      |
| Hammarby IF      | 1–5                          | Partizan          | 1–1      | 0–4      |
| MŠK Žilina       | 1–4                          | FC Basel          | 1–1      | 0–3      |
| NK Maribor       | 4–5                          | APÓEL             | 2–1      | 2–4      |
| Lillestrøm SK    | 0–2                          | Željezničar       | 0–1      | 0–1      |
| Club Brugge      | 4–1                          | Dinamo București  | 3–1      | 1–0      |
| Brøndby IF       | 5–0                          | Dinamo Tirana     | 1–0      | 4–0      |

### 1. mérkőzések
| 2002. július 31. 17:00 |

| Sparta Praha                | 3–0               | Torpedo Kutaiszi |
| --------------------------- | ----------------- | ---------------- |
| Baranek 7' 20' Pospíšil 75' | (2–0) Jegyzőkönyv |                  |

| Letná Stadium, Prága Nézőszám: 9690 Játékvezető: Karl-Erik Nilsson (svéd) |

| 2002. július 31. 17:30 |

| Skonto | 0–0         | Levszki Szofija |
| ------ | ----------- | --------------- |
|        | Jegyzőkönyv |                 |

| Skonto stadion, Riga Nézőszám: 4354 Játékvezető: Philippe Leuba (svájci) |

| 2002. július 31. 18:00 |

| Dinamo Kijiv                                      | 4–0               | Pjunik |
| ------------------------------------------------- | ----------------- | ------ |
| Cernat 15' Shatskikh 65' Leandro 84' Bodnár 90+3' | (1–0) Jegyzőkönyv |        |

| Lobanovsky Dynamo Stadium, Kijev Nézőszám: 15 500 Játékvezető: Bernhard Brugger (osztrák) |

| 2002. július 31. 18:00 |

| MŠK Žilina | 1–1               | FC Basel          |
| ---------- | ----------------- | ----------------- |
| Barčík 29' | (1–1) Jegyzőkönyv | Klago 38' (öngól) |

| Štadión pod Dubňom, Zsolna Nézőszám: 6258 Játékvezető: Laurent Duhamel (francia) |

| 2002. július 31. 19:00 |

| Makkabi Haifa                      | 4–0               | Belsina Babrujszk |
| ---------------------------------- | ----------------- | ----------------- |
| Cohen 19' 22' Roso 45' Abiodun 86' | (3–0) Jegyzőkönyv |                   |

| GSP Stadium, Nicosia Nézőszám: 221 Játékvezető: Anton Stredak (szlovák) |

| 2002. július 31. 19:00 |

| Hammarby IF | 1–1               | Partizan    |
| ----------- | ----------------- | ----------- |
| Winsnes 17' | (1–1) Jegyzőkönyv | Lazović 36' |

| Råsunda Stadion, Solna Nézőszám: 19 500 Játékvezető: Lutz Michael Fröhlich (német) |

| 2002. július 31. 19:00 |

| Lillestrøm SK | 0–1               | Željezničar |
| ------------- | ----------------- | ----------- |
|               | (0–0) Jegyzőkönyv | Gredić 49'  |

| Åråsen Stadion, Lillestrøm Nézőszám: 3532 Játékvezető: Alon Yefet (izraeli) |

| 2002. július 31. 19:30 |

| Sheriff Tiraspol      | 1–4               | Grazer AK                                |
| --------------------- | ----------------- | ---------------------------------------- |
| Tarkhnishvili 51' (p) | (0–2) Jegyzőkönyv | Bazina 3' 50' Aufhauser 45' Hastings 71' |

| Sheriff Stadium, Tiraspol Nézőszám: 11 500 Játékvezető: Nicolai Vollquartz (dán) |

| 2002. július 31. 20:00 |

| Vardar        | 1–3               | Legia Warszawa                       |
| ------------- | ----------------- | ------------------------------------ |
| Ristovski 68' | (0–2) Jegyzőkönyv | Kucharski 3' Yahaya 37' Svitlica 89' |

| Philip II Arena, Szkopje Nézőszám: 4000 Játékvezető: Costas Kapitanis (ciprusi) |

| 2002. július 31. 20:00 |

| Club Brugge               | 3–1               | Dinamo București |
| ------------------------- | ----------------- | ---------------- |
| Lange 24' Mendoza 44' 85' | (2–1) Jegyzőkönyv | Alexa 43'        |

| Jan Breydel Stadium, Brugge Nézőszám: 10 837 Játékvezető: Yuri Baskakov (orosz) |

| 2002. július 31. 20:15 |

| NK Maribor      | 2–1               | APÓEL       |
| --------------- | ----------------- | ----------- |
| Čorović 45' 61' | (1–0) Jegyzőkönyv | Sirakov 90' |

| Ljudski vrt, Maribor Nézőszám: 4094 Játékvezető: Grzegorz Gilewski (lengyel) |

| 2002. július 31. 20:15 |

| Brøndby IF   | 1–0               | Dinamo Tirana |
| ------------ | ----------------- | ------------- |
| Bagger 90+7' | (0–0) Jegyzőkönyv |               |

| Brøndby Stadium, Brøndby Nézőszám: 13 047 Játékvezető: Alexandru Tudor (román) |

| 2002. július 31. 20:45 |

| Zalaegerszegi TE | 1–0               | NK Zagreb |
| ---------------- | ----------------- | --------- |
| Ljubojević 17'   | (1–0) Jegyzőkönyv |           |

| Üllői úti stadion, Budapest Nézőszám: 4500 Játékvezető: Paul Allaerts (belga) |

| 2002. július 31. 22:00 |

| Boavista                                          | 4–0               | Hibernians |
| ------------------------------------------------- | ----------------- | ---------- |
| Silva 16' (11-esből) 29' Alexandre 17' Ávalos 89' | (3–0) Jegyzőkönyv |            |

| Estádio do Bessa, Porto Nézőszám: 6172 Játékvezető: Tomasz Mikulski (lengyel) |

### 2. mérkőzések
| 2002. augusztus 7. 16:00 |

| Belsina Babrujszk | 0–1               | Makkabi Haifa         |
| ----------------- | ----------------- | --------------------- |
|                   | (0–1) Jegyzőkönyv | Pralija 7' (11-esből) |

| City Stadium, Borisov Nézőszám: 700 Játékvezető: Emil Božinovski (macedón) |

| 2002. augusztus 7. 16:00 |

| Pjunik                              | 2–2               | Dinamo Kijiv                 |
| ----------------------------------- | ----------------- | ---------------------------- |
| Art. Karamyan 31' Arm. Karamyan 57' | (1–2) Jegyzőkönyv | Shatskikh 8' Melaschenko 28' |

| Hanrapetakan Stadium, Jereván Nézőszám: 13 000 Játékvezető: Steve Bennett (angol) |

| 2002. augusztus 7. 17:00 |

| Torpedo Kutaiszi | 1–2               | Sparta Praha        |
| ---------------- | ----------------- | ------------------- |
| Ionanidze 32'    | (1–1) Jegyzőkönyv | Zelenka 42' Jun 57' |

| Givi Kiladze Stadium, Kutaisi Nézőszám: 6187 Játékvezető: Kenny Clark (skót) |

| 2002. augusztus 7. 18:00 |

| Grazer AK                          | 2–0               | Sheriff Tiraspol |
| ---------------------------------- | ----------------- | ---------------- |
| Pötscher 58' Bazina 88' (11-esből) | (0–0) Jegyzőkönyv |                  |

| Arnold Schwarzenegger Stadium, Graz Nézőszám: 4350 Játékvezető: Edo Trivković (horvát) |

| 2002. augusztus 7. 18:30 |

| APÓEL                                                             | 4–2               | NK Maribor              |
| ----------------------------------------------------------------- | ----------------- | ----------------------- |
| Malekkos 33' (11-esből) Elia 44' Charalampidis 56' Daskalakis 69' | (2–1) Jegyzőkönyv | Duro 31' (11-esből) 81' |

| GSP Stadium, Nicosia Nézőszám: 10 564 Játékvezető: Olegário Benquerença (portugál) |

| 2002. augusztus 7. 19:30 |

| Levszki Szofija            | 2–0               | Skonto |
| -------------------------- | ----------------- | ------ |
| Chilikov 12' Simonović 31' | (2–0) Jegyzőkönyv |        |

| Georgi Asparuhov Stadium, Szófia Nézőszám: 12 000 Játékvezető: Mikko Vuorela (finn) |

| 2002. augusztus 7. 19:30 |

| FC Basel                     | 3–0               | MŠK Žilina |
| ---------------------------- | ----------------- | ---------- |
| Giménez 12' 50' M. Yakın 23' | (2–0) Jegyzőkönyv |            |

| St. Jakob-Park, Basel Nézőszám: 16 562 Játékvezető: Darko Čeferin (szlovén) |

| 2002. augusztus 7. 20:00 |

| Hibernians                               | 3–3               | Boavista                                  |
| ---------------------------------------- | ----------------- | ----------------------------------------- |
| Mifsud 32' 55' (11-esből) Chukunyere 52' | (1–3) Jegyzőkönyv | Jocivalter 38' Luiz Cláudio 38' Turra 41' |

| Nemzeti Stadion, Ta’ Qali Nézőszám: 525 Játékvezető: Kristinn Jakobsson |

| 2002. augusztus 7. 20:00 |

| Legia Warszawa | 1–1               | Vardar       |
| -------------- | ----------------- | ------------ |
| Kucharski 33'  | (1–0) Jegyzőkönyv | da Costa 51' |

| Polish Army Stadium, Varsó Nézőszám: 5640 Játékvezető: Dick van Egmond (holland) |

| 2002. augusztus 7. 20:00 |

| Dinamo București | 0–1               | Club Brugge |
| ---------------- | ----------------- | ----------- |
|                  | (0–1) Jegyzőkönyv | Lange 20'   |

| Stadionul Cotroceni, Bukarest Nézőszám: 10 000 Játékvezető: Leif Sundell (svéd) |

| 2002. augusztus 7. 20:15 |

| Željezničar    | 1–0               | Lillestrøm SK |
| -------------- | ----------------- | ------------- |
| Biščević 90+2' | (0–0) Jegyzőkönyv |               |

| Koševo Stadium, Szarajevó Nézőszám: 12 000 Játékvezető: Hanacsek Attila (magyar) |

| 2002. augusztus 7. 20:15 |

| Dinamo Tirana | 0–4               | Brøndby IF                                          |
| ------------- | ----------------- | --------------------------------------------------- |
|               | (0–0) Jegyzőkönyv | Madsen 47' Bagger 50' 87' Skarbalius 89' (11-esből) |

| Qemal Stafa Stadium, Tirana Nézőszám: 8900 Játékvezető: Georgios Kasnaferis (görög) |

| 2002. augusztus 7. 20:45 |

| NK Zagreb               | 2–1               | Zalaegerszegi TE     |
| ----------------------- | ----------------- | -------------------- |
| Milinović 2' Lovrek 28' | (2–0) Jegyzőkönyv | Urbán 87' (11-esből) |

| Maksimir Stadion, Zágráb Nézőszám: 4000 Játékvezető: Alfonso Pérez Burrull (spanyol) |

| 2002. augusztus 7. 20:45 |

| Partizan                                | 4–0               | Hammarby IF |
| --------------------------------------- | ----------------- | ----------- |
| Ivić 49' Lazović 54' Iliev 64' Ilić 75' | (0–0) Jegyzőkönyv |             |

| Stadion FK Partizan, Belgrád Nézőszám: 13 507 Játékvezető: Stefano Farina (olasz) |

## 3. selejtezőkör
A 3. selejtezőkör párosításainak győztesei a csoportkörbe jutottak, a vesztesek az UEFA-kupa első fordulójába kerültek.

### Párosítások
| 1. csapat        | Össz.Tooltip Aggregate score | 2. csapat          | 1. mérk. | 2. mérk.   |
| ---------------- | ---------------------------- | ------------------ | -------- | ---------- |
| KRC Genk         | 4–4 (i.g.)                   | Sparta Praha       | 2–0      | 2–4        |
| Feyenoord        | 3–0                          | Fenerbahçe SK      | 1–0      | 2–0        |
| Makkabi Haifa    | 5–3                          | Sturm Graz         | 2–0      | 3–3        |
| Boavista         | 0–1                          | AJ Auxerre         | 0–1      | 0–0        |
| APÓEL            | 2–4                          | AÉK                | 2–3      | 0–1        |
| Zalaegerszegi TE | 1–5                          | Manchester United  | 1–0      | 0–5        |
| Sporting CP      | 0–2                          | Internazionale     | 0–0      | 0–2        |
| Partizan         | 1–6                          | Bayern München     | 0–3      | 1–3        |
| Sahtar Doneck    | 2–2 (t. 1–4)                 | Club Brugge        | 1–1      | 1–1 (h.u.) |
| Željezničar      | 0–5                          | Newcastle United   | 0–1      | 0–4        |
| Celtic           | 3–3 (i.g.)                   | FC Basel           | 3–1      | 0–2        |
| Grazer AK        | 3–5                          | Lokomotyiv Moszkva | 0–2      | 3–3        |
| Rosenborg        | 4–2                          | Brøndby IF         | 1–0      | 3–2        |
| Levszki Szofija  | 0–2                          | Dinamo Kijiv       | 0–1      | 0–1        |
| AC Milan         | 2–2 (i.g.)                   | Slovan Liberec     | 1–0      | 1–2        |
| FC Barcelona     | 4–0                          | Legia Warszawa     | 3–0      | 1–0        |

### 1. mérkőzések
| 2002. augusztus 13. 17:00 |

| Makkabi Haifa    | 2–0               | Sturm Graz |
| ---------------- | ----------------- | ---------- |
| Yakubu 18' 90+3' | (1–0) Jegyzőkönyv |            |

| Balgarska Armiya Stadium, Sofia Nézőszám: 1200 Játékvezető: Graham Barber (angol) |

| 2002. augusztus 13. 19:30 |

| APÓEL                                  | 2–3               | AÉK                               |
| -------------------------------------- | ----------------- | --------------------------------- |
| Ouzounidis 23' Malekkos 90' (11-esből) | (1–1) Jegyzőkönyv | Borbokis 44' 47' Nikolaidis 90+3' |

| GSZP Stadion, Nicosia Nézőszám: 16 192 Játékvezető: Éric Poulat (francia) |

| 2002. augusztus 13. 20:00 |

| KRC Genk              | 2–0               | Sparta Praha |
| --------------------- | ----------------- | ------------ |
| Thijs 33' Bešlija 40' | (2–0) Jegyzőkönyv |              |

| Fenix Stadion, Genk Nézőszám: 9969 Játékvezető: Kim Milton Nielsen (dán) |

| 2002. augusztus 13. 20:30 |

| Feyenoord | 1–0               | Fenerbahçe SK |
| --------- | ----------------- | ------------- |
| Ono 64'   | (0–0) Jegyzőkönyv |               |

| De Kuip, Rotterdam Nézőszám: 28 500 Játékvezető: Stéphane Bré (francia) |

| 2002. augusztus 13. 22:00 |

| Boavista | 0–1               | AJ Auxerre |
| -------- | ----------------- | ---------- |
|          | (0–0) Jegyzőkönyv | Cissé 71'  |

| Estádio do Bessa, Porto Nézőszám: 8000 Játékvezető: Valentin Ivanov |

| 2002. augusztus 14. 18:00 |

| Sahtar Doneck | 1–1               | Club Brugge           |
| ------------- | ----------------- | --------------------- |
| Aghahowa 47'  | (0–0) Jegyzőkönyv | Simons 86' (11-esből) |

| Shakhtar Stadium, Doneck Nézőszám: 27 982 Játékvezető: Herbert Fandel (német) |

| 2002. augusztus 14. 19:30 |

| Levszki Szofija | 0–1               | Dinamo Kijiv |
| --------------- | ----------------- | ------------ |
|                 | (0–0) Jegyzőkönyv | Cernat 60'   |

| Georgi Asparuhov Stadium, Szófia Nézőszám: 15 000 Játékvezető: Massimo De Santis (olasz) |

| 2002. augusztus 14. 20:15 |

| Željezničar | 0–1               | Newcastle United |
| ----------- | ----------------- | ---------------- |
|             | (0–0) Jegyzőkönyv | Dyer 56'         |

| Koševo Stadium, Szarajevó Nézőszám: 28 500 Játékvezető: Ľuboš Micheľ (szlovák) |

| 2002. augusztus 14. 20:30 |

| Partizan | 0–3               | Bayern München                      |
| -------- | ----------------- | ----------------------------------- |
|          | (0–1) Jegyzőkönyv | Tarnat 21' Jeremies 70' Pizarro 77' |

| Stadion FK Partizan, Belgrád Nézőszám: 29 000 Játékvezető: Stuart Dougal (skót) |

| 2002. augusztus 14. 20:30 |

| Grazer AK | 0–2               | Lokomotyiv Moszkva     |
| --------- | ----------------- | ---------------------- |
|           | (0–2) Jegyzőkönyv | Lekgetho 6' Loskov 42' |

| Arnold Schwarzenegger Stadium, Graz Játékvezető: Alain Sars (francia) |

| 2002. augusztus 14. 20:30 |

| AC Milan    | 1–0               | Slovan Liberec |
| ----------- | ----------------- | -------------- |
| Inzaghi 68' | (0–0) Jegyzőkönyv |                |

| San Siro, Milánó Nézőszám: 30 064 Játékvezető: Konrad Plautz (osztrák) |

| 2002. augusztus 14. 20:45 |

| Zalaegerszegi TE | 1–0               | Manchester United |
| ---------------- | ----------------- | ----------------- |
| Koplárovics 90'  | (0–0) Jegyzőkönyv |                   |

| Puskás Ferenc Stadion, Budapest Nézőszám: 28 500 Játékvezető: Wolfgang Stark (német) |

| 2002. augusztus 14. 20:45 |

| Celtic                                     | 3–1               | FC Basel   |
| ------------------------------------------ | ----------------- | ---------- |
| Larsson 3' (11-esből) Sutton 52' Sylla 88' | (1–1) Jegyzőkönyv | Giménez 2' |

| Celtic Park, Glasgow Nézőszám: 49 200 Játékvezető: Manuel Mejuto González (spanyol) |

| 2002. augusztus 14. 20:45 |

| Rosenborg     | 1–0               | Brøndby IF |
| ------------- | ----------------- | ---------- |
| Brattbakk 52' | (0–0) Jegyzőkönyv |            |

| Lerkendal Stadion, Trondheim Nézőszám: 18 800 Játékvezető: Domenico Messina (olasz) |

| 2002. augusztus 14. 21:30 |

| FC Barcelona                       | 3–0               | Legia Warszawa |
| ---------------------------------- | ----------------- | -------------- |
| de Boer 8' Riquelme 80' Cocu 90+3' | (1–0) Jegyzőkönyv |                |

| Camp Nou, Barcelona Nézőszám: 67 078 Játékvezető: Michal Beneš (cseh) |

| 2002. augusztus 14. 22:00 |

| Sporting CP | 0–0         | Internazionale |
| ----------- | ----------- | -------------- |
|             | Jegyzőkönyv |                |

| Estádio José Alvalade, Lisszabon Nézőszám: 25 421 Játékvezető: Rune Pedersen (norvég) |

### 2. mérkőzések
| 2002. augusztus 27. 20:00 |

| Fenerbahçe SK | 0–2               | Feyenoord          |
| ------------- | ----------------- | ------------------ |
|               | (0–0) Jegyzőkönyv | Ono 48' Buffel 88' |

| Şükrü Saracoğlu Stadion, Isztambul Nézőszám: 39 705 Játékvezető: Markus Merk (német) |

| 2002. augusztus 27. 20:30 |

| Sparta Praha                           | 4–2               | KRC Genk             |
| -------------------------------------- | ----------------- | -------------------- |
| Poborský 56' Jarošík 58' 64' Mareš 84' | (0–1) Jegyzőkönyv | Dagano 25' Sonck 57' |

| Letná Stadium, Prága Nézőszám: 12 856 Játékvezető: Kyros Vassaras (görög) |

| 2002. augusztus 27. 20:30 |

| Bayern München                                    | 3–1               | Partizan  |
| ------------------------------------------------- | ----------------- | --------- |
| Ballack 26' Élber 71' Salihamidžić 73' (11-esből) | (1–0) Jegyzőkönyv | Čakar 72' |

| Olimpiai Stadion, München Nézőszám: 40 000 Játékvezető: Claude Colombo (francia) |

| 2002. augusztus 27. 21:00 |

| Internazionale           | 2–0               | Sporting CP |
| ------------------------ | ----------------- | ----------- |
| Di Biagio 31' Recoba 44' | (2–0) Jegyzőkönyv |             |

| San Siro, Milánó Nézőszám: 51 405 Játékvezető: René Temmink (holland) |

| 2002. augusztus 27. 21:10 |

| Manchester United                                                     | 5–0               | Zalaegerszegi TE |
| --------------------------------------------------------------------- | ----------------- | ---------------- |
| van Nistelrooy 5' 75' (11-esből) Beckham 14' Scholes 20' Solskjær 83' | (3–0) Jegyzőkönyv |                  |

| Old Trafford, Manchester Nézőszám: 66 814 Játékvezető: Lucílio Batista (portugál) |

| 2002. augusztus 28. 18:00 |

| Lokomotyiv Moszkva                           | 3–3               | Grazer AK                             |
| -------------------------------------------- | ----------------- | ------------------------------------- |
| Ignashevich 6' Jevszejev 32' Júlio César 45' | (3–1) Jegyzőkönyv | Naumoski 38' Bazina 48' Aufhauser 63' |

| Lokomotyiv Stadion, Moszkva Nézőszám: 13 400 Játékvezető: Jan Wegereef (holland) |

| 2002. augusztus 28. 18:00 |

| Dinamo Kijiv | 1–0               | Levszki Szofija |
| ------------ | ----------------- | --------------- |
| Cernat 42'   | (1–0) Jegyzőkönyv |                 |

| Lobanovsky Dynamo Stadium, Kijev Nézőszám: 16 863 Játékvezető: Graham Poll (angol) |

| 2002. augusztus 28. 19:00 |

| Legia Warszawa | 0–1               | FC Barcelona            |
| -------------- | ----------------- | ----------------------- |
|                | (0–0) Jegyzőkönyv | Mendieta 68' (11-esből) |

| Polish Army Stadium, Varsó Nézőszám: 11 500 Játékvezető: Alfredo Trentalange (olasz) |

| 2002. augusztus 28. 20:15 |

| AÉK        | 1–0               | APÓEL |
| ---------- | ----------------- | ----- |
| Wright 58' | (0–0) Jegyzőkönyv |       |

| Nikos Goumas Stadium, Athén Nézőszám: 9204 Játékvezető: Claus Bo Larsen (dán) |

| 2002. augusztus 28. 20:30 |

| Sturm Graz                             | 3–3               | Makkabi Haifa                |
| -------------------------------------- | ----------------- | ---------------------------- |
| Bosnar 11' Szabics 58' Neukirchner 71' | (1–1) Jegyzőkönyv | Roso 26' Keisi 78' Badir 90' |

| Arnold Schwarzenegger Stadium, Graz Nézőszám: 7800 Játékvezető: Alain Hamer (luxemburgi) |

| 2002. augusztus 28. 20:30 |

| AJ Auxerre | 0–0         | Boavista |
| ---------- | ----------- | -------- |
|            | Jegyzőkönyv |          |

| Stade de l'Abbé-Deschamps, Auxerre Nézőszám: 14 500 Játékvezető: Pierluigi Collina (olasz) |

| 2002. augusztus 28. 20:30 |

| Club Brugge                   | 1–1 (h. u.)                 | Sahtar Doneck          |
| ----------------------------- | --------------------------- | ---------------------- |
| Čeh 75'                       | (0–1, 1–1, 1–1) Jegyzőkönyv | Vorobey 13'            |
| Büntetőpárbaj                 |                             |                        |
| Maertens De Cock Simons Lange | 4–1                         | Florea Lewandowski Gai |

| Jan Breydel Stadium, Brugge Nézőszám: 17 463 Játékvezető: Terje Hauge (norvég) |

| 2002. augusztus 28. 20:30 |

| FC Basel                | 2–0               | Celtic |
| ----------------------- | ----------------- | ------ |
| Giménez 9' M. Yakın 22' | (2–0) Jegyzőkönyv |        |

| St. Jakob-Park, Bázel Nézőszám: 30 516 Játékvezető: Anders Frisk (svéd) |

| 2002. augusztus 28. 20:45 |

| Brøndby IF               | 2–3               | Rosenborg                        |
| ------------------------ | ----------------- | -------------------------------- |
| Jonson 81' Jørgensen 83' | (0–1) Jegyzőkönyv | F. Johnsen 29' 72' Brattbakk 78' |

| Brøndby Stadium, Brøndby Nézőszám: 20 935 Játékvezető: Antonio López Nieto |

| 2002. augusztus 28. 21:00 |

| Newcastle United                          | 4–0               | Željezničar |
| ----------------------------------------- | ----------------- | ----------- |
| Dyer 23' LuaLua 37' Viana 74' Shearer 80' | (2–0) Jegyzőkönyv |             |

| St James' Park, Newcastle Nézőszám: 30 467 Játékvezető: Frank De Bleeckere (belga) |

| 2002. augusztus 28. 21:00 |

| Slovan Liberec          | 2–1               | AC Milan    |
| ----------------------- | ----------------- | ----------- |
| Slepička 47' Langer 87' | (0–1) Jegyzőkönyv | Inzaghi 20' |

| Stadion u Nisy, Liberec Nézőszám: 8740 Játékvezető: Arturo Daudén Ibáñez (spanyol) |